# Sylow-Sätze
Die Sylow-Sätze (nach Ludwig Sylow) sind drei mathematische Sätze aus der Gruppentheorie, einem Teilgebiet der Algebra. Sie erlauben es, Aussagen über Untergruppen von endlichen Gruppen zu treffen und auch einige Gruppen endlicher Ordnung zu klassifizieren.
Im Gegensatz zu endlichen zyklischen Gruppen kann man bei beliebigen endlichen Gruppen im Allgemeinen nichts über die Existenz und Anzahl von Untergruppen aussagen. Man weiß lediglich aus dem Satz von Lagrange, dass jede Untergruppe einer Gruppe {\displaystyle G} eine Ordnung hat, die Teiler der Ordnung von {\displaystyle G} ist. Die Sylowsätze liefern hier zusätzliche Aussagen, erlauben allerdings auch keine vollständige Klassifikation endlicher Gruppen. Diese vollzieht sich über die Klassifikation der endlichen einfachen Gruppen.
Neben Ludwig Sylow (1872) gaben unter anderem Eugen Netto und Alfredo Capelli Beweise.

## Die Sätze
Sei im Folgenden {\displaystyle G} eine endliche Gruppe der Ordnung {\displaystyle |G|=p^{r}m}, wobei {\displaystyle p} eine Primzahl und {\displaystyle m} eine zu {\displaystyle p} teilerfremde natürliche Zahl seien. Eine maximale {\displaystyle p}-Untergruppe von {\displaystyle G} wird {\displaystyle p}-Sylowuntergruppe genannt.
1. Für alle {\displaystyle 0\leq s\leq r} besitzt {\displaystyle G} eine Untergruppe der Ordnung {\displaystyle p^{s}}. Insbesondere haben die maximalen {\displaystyle p}-Untergruppen von {\displaystyle G} die Ordnung {\displaystyle p^{r}}.
2. Sei {\displaystyle P<G} eine {\displaystyle p}-Sylowuntergruppe. Dann enthält {\displaystyle P} von jeder Untergruppe {\displaystyle U<G}, die p-Gruppe ist, eine Konjugierte. Es gibt also ein {\displaystyle g\in G} mit {\displaystyle gUg^{-1}\subseteq P}.
3. Die Anzahl der {\displaystyle p}-Sylowuntergruppen ist ein Teiler von {\displaystyle m} und von der Form {\displaystyle 1+kp} mit {\displaystyle k\in \mathbb {N} _{0}}.

### Folgerungen
- Satz von Cauchy: Ist {\displaystyle G} eine Gruppe, deren Ordnung von einer Primzahl {\displaystyle p} geteilt wird, so gibt es in {\displaystyle G} ein Element der Ordnung {\displaystyle p}. Der Satz von Cauchy (1845) war der Ausgangspunkt von Sylow für seine Sätze, die diesen Satz von Cauchy erweiterten.
- Je zwei {\displaystyle p}-Sylowgruppen einer Gruppe {\displaystyle G} sind konjugiert und damit isomorph.
- Sei {\displaystyle G} eine Gruppe und {\displaystyle P<G} eine {\displaystyle p}-Sylowuntergruppe. Dann ist {\displaystyle P} genau dann Normalteiler von {\displaystyle G}, wenn {\displaystyle P} die einzige {\displaystyle p}-Sylowuntergruppe von {\displaystyle G} ist.
- Sei {\displaystyle G} eine endliche Gruppe, deren Ordnung von einer Primzahl {\displaystyle p} geteilt wird. Ist {\displaystyle G} abelsch, so gibt es nur eine {\displaystyle p}-Sylowuntergruppe in {\displaystyle G}.

## Beispiele

### Jede Gruppe der Ordnung 15 ist zyklisch
Sei {\displaystyle G} eine Gruppe der Ordnung {\displaystyle |G|=15=3\cdot 5}. Bezeichnet man mit {\displaystyle s_{3}} die Anzahl der 3-Sylowuntergruppen von {\displaystyle G} und mit {\displaystyle s_{5}} die Anzahl der 5-Sylowuntergruppen von {\displaystyle G}, so gilt:
1. {\displaystyle s_{3}\equiv 1\;\operatorname {mod} \;3} und {\displaystyle s_{3}\mid 5}, also muss {\displaystyle s_{3}=1} gelten.
2. {\displaystyle s_{5}\equiv 1\;\operatorname {mod} \;5} und {\displaystyle s_{5}\mid 3}, also muss {\displaystyle s_{5}=1} gelten.

Also sind die 3-Sylowuntergruppe {\displaystyle G_{3}} und die 5-Sylowuntergruppe {\displaystyle G_{5}} Normalteiler von G.
Als p-Untergruppen zu verschiedenen Primzahlen ist ihr Durchschnitt {\displaystyle \{e\}}, wobei {\displaystyle e\in G} das neutrale Element von {\displaystyle G} bezeichnet. Daher ist ihr Komplexprodukt direkt, das heißt {\displaystyle G_{3}\cdot G_{5}\simeq G_{3}\times G_{5}} (s. Komplementäre Normalteiler und direktes Produkt). Da das direkte Produkt die Ordnung 15 hat, muss {\displaystyle G\simeq \mathbb {Z} /3\mathbb {Z} \times \mathbb {Z} /5\mathbb {Z} } sein, und mit dem chinesischen Restsatz
folgt {\displaystyle G\simeq \mathbb {Z} /15\mathbb {Z} }.

### Es gibt keine einfache Gruppe der Ordnung 162
Sei {\displaystyle |G|=162=2\cdot 3^{4}}. Nach den Sylow-Sätzen existiert eine Untergruppe der Ordnung {\displaystyle 3^{4}=81} (nämlich eine 3-Sylowgruppe). Diese ist von Index 2, also normal. {\displaystyle G} ist folglich nicht einfach.
Alternativ gilt {\displaystyle s_{3}\equiv 1\;\operatorname {mod} \;3} und {\displaystyle s_{3}\mid 2}, sodass {\displaystyle s_{3}=1} und damit die 3-Sylowgruppe ein nicht-trivialer Normalteiler von {\displaystyle G} ist. Folglich kann {\displaystyle G} nicht einfach sein.